# Mirza Muhammad Hadi Ruswa
Mirza Muhammad Hadi Ruswa (Urdu: مرزا محمد ہادی رسوا, geb. 1857 in Lucknow, gest. am 21. Oktober 1931 in Hyderabad (Indien)) war ein in Britisch-Indien lebender, auf Urdu schreibender Dichter, Autor und Universalgelehrter. Sein berühmtestes Werk ist der um 1899 erschienene Roman "Die Kurtisane von Lakhnau" (im Original: Umrao Dschaan Ada, اُمراؤ جان ادا), der in Indien bisher zweimal verfilmt wurde (Umrao Jaan (1981), Umrao Jaan (2006)).

## Leben
Ruswa entstammte einer wohlhabenden muslimisch-schiitischen Familie und erhielt eine gute Bildung. Im Alter von 16 Jahren verlor er nach seiner bereits verstorbenen Mutter auch den Vater und fand zunächst Obdach bei Verwandten, die ihn um einen großen Teil seines Erbes brachten, ehe er sich mit ihnen überwarf und Zuflucht bei einem Freund seines Vaters, Haidar Bachsch, fand. Bachsch förderte Ruswa und vermittelte ihm unter anderem auch seine erste Ehefrau, die Tochter einer vornehmen Familie aus Faizabad. Nach Bachschs Tod studierte Ruswa unter anderem an der University of the Punjab in Lahore und der Roorkee Engineering University, heute IIT Roorkee, und arbeitete als Vermessungstechniker beim Bau der Quetta-Belutschistan-Eisenbahnstrecke. Später kehrte er nach Lucknow zurück und verdiente sich seinen Lebensunterhalt mit Persisch-Unterricht, als Übersetzer, Erfinder und dem Autor, insbesondere romantischer Erzählungen.
Nach dem Tod seiner im Kindbett verstorbenen ersten Frau heiratete Ruswa noch dreimal, wobei er auch mehrere schiitische Mutʿa-Ehen auf Zeit einging.

## Universalgelehrter
Neben seiner Muttersprache Urdu sprach Ruswa durch seine Bildung fließend Persisch, Englisch und Arabisch und hatte weitere Sprachkenntnisse in Sanskrit, Hindi, Griechisch und Hebräisch.
In den Naturwissenschaften war Ruswa in seiner Kindheit und Jugend bereits in Mathematik, Astronomie und Logik gelehrt worden, worin er als anerkannter Fachmann galt. Später beschäftigte er sich auch mit Chemie. In den Geistes- und Kunstwissenschaften war Ruswa unter anderem belehrt in Musik, Philosophie und Religionsstudien. 1919 erarbeitete er als Erfinder eine Urdu-Stenographie. Ebenso erfand eine musikalische Notenschrift, in der er 300 Musikstücke zu Papier brachte.
Als Schriftsteller verfasste Ruswa unter anderem Werke in Philosophie sowie ein aus zwanzig Bänden bestehendes Werk über den schiitischen Islam.

## Romanautor
Bis heute am bekanntesten ist Ruswa für seine von ihm geschriebenen Romane und Geschichten, am meisten für das Werk "Die Kurtisane von Lucknow" (Umrao Dschaan Ada, اُمراؤ جان ادا), in dem er die tragische Lebensgeschichte einer als Kind entführten, zur Kurtisane ausgebildeten Frau schildert – es gibt Hinweise, dass der Roman auf wahren Begebenheiten beruht. Bisher wurde Ruswas Geschichte zweimal in Indien verfilmt, 1981 verkörperte Rekha die Rolle der Kurtisane in Umrao Jaan (1981), 2006 übernahm Aishwarya Rai die Hauptrolle in der Neuverfilmung Umrao Jaan.